# Patricia Mayayo
Pour l’article homonyme, voir Mayayo.
Patricia Mayayo Bost, née à Madrid en 1967, est une historienne de l'art et universitaire espagnole. Elle se consacre à l'histoire de l'art dans une optique féministe et queer, au sein des pratiques artistiques contemporaines.
Elle est particulièrement connue pour son travail autour du mouvement artistique des Las Sinsombrero et ses recherches sur l'héritage de l'œuvre de Frida Kahlo.

## Biographie
Patricia Mayayo naît en 1967 à Madrid.
Elle est docteure en histoire de l'art de l'université autonome de Madrid.
Entre 1998 et 2006, elle est professeure d'histoire de l'art à l'université européenne de Madrid.
Elle est professeure titulaire de l'université autonome de Madrid, en relation avec le Musée national centre d'art Reina Sofía, et à ce titre anime de nombreuses conférences hors les murs.

## Travaux
Patricia Mayayo est l'autrice en 2008 d'un ouvrage visant à élucider les mythes s'étant formés autour de Frida Kahlo,.
Elle participe en tant que guide et commissaire d'exposition à la réalisation de l'itinéraire du féminisme pour la collection permanente du MNCARS, qui questionne la visibilité et le rôle des femmes dans l'Histoire de l'Art. Écrit par Marian Lopez Fernandez-Cao, cet itinéraire est présenté pour la première fois en 2009 au MNCARS.
En tant qu'historienne de l'art, elle souligne la mise à l'écart de l'historiographie officielle des artistes féministes et proto-féministes espagnoles antérieures aux années 1990, et coorganise en 2012 avec Juan Vicente Aliaga l'exposition Genealogías feministas en el arte español: 1960-2010, au MUSAC de León,.

## Publications
- Patricia Mayayo, Arte en España (1939-2015) : ideas, prácticas, políticas, Madrid, Manuales Arte Cátedra, 2015, 907 p. (ISBN 9788437634838)[9].
- (es) Patricia Mayayo, Frida Kahlo: contra el mito, Cátedra, 2008 (ISBN 978-84-376-2452-5).
- Patricia Mayayo, Historias de mujeres, historias del arte, Ediciones Cátedra, coll. « Ensayos arte Cátedra », 2003 (ISBN 978-84-376-2064-0)[10].

## Reconnaissance
En 2016, elle est considérée par le quotidien espagnol El Mundo comme l'une des 20 femmes les plus influentes dans l'art.